# Archivo General del Estado de Nuevo León
El Archivo General del Estado de Nuevo León (AGENL) es el espacio que funciona como el acervo documental histórico del estado de Nuevo León. Su actual sede se encuentra en las antiguas oficinas del Parque Fundidora, en la llamada Casa de los Ladrillos Rojos, donde conserva un acervo documental histórico, biblioteca y espacio de digitalización. 

## Historia
La institución, como centro documental, surge en el año de 1791 como efecto de las reformas borbónicas en la Nueva España. Esto significó el establecimiento de archivos generales que reunieran la documentación generada por las administraciones de las diversas provincias novohispanas, así se estableció el archivo administrativo del entonces llamado Nuevo Reyno de León.

## Sede
Es en el año de 2009 cuando se decide que el AGENL ocupe su actual sede: el edificio de Oficinas Generales, ubicado en el interior del Parque Fundidora, en el municipio de Monterrey, Nuevo León; esta decisión fue tomada durante el mandato del gobernador Natividad González Parás. Durante la mudanza, se realizó el traslado de "20 mil cajas de documentos, 10 mil libros, 35 mil protocolos notariales, siguiendo estándares internacionales para el traslado de documentos".
Esta nueva sede se inauguró en el 14 de septiembre de 2010. 

### Historia
El edificio de Oficinas Generales de Fundidora tenía la función de ser un área administrativa desde la fundación de la empresa Fundidora de Fierro y Acero Monterrey en el año de 1900 e incluye en su interior una escalera bifurcada diseñada por el arquitecto Miguel Bertrán de Quintana en el año de 1929. Destaca por fachada de ladrillo rojo, sus tres pisos y grandes ventanales rectangulares, influencia de la revolución industrial inglesa.

## Acervo Documental[3]
El acervo documental del AGENL cuenta con 3 fondos documentales: 
1. Archivo Histórico del Poder ejecutivo.
2. Archivo Histórico del Tribunal Superior de Justicia
3. Colecciones especiales

Igualmente, se destacan los fondos de Periódico Oficial, Santiago Vidaurri, Memorias de Gobierno, Fondos Militares, Fondo Estatal de Municipios, Fondos Concesiones y Biblioteca Ricardo Covarrubias